# Різжак білоголовий
Різжа́к білоголовий (Campylorhynchus albobrunneus) — вид горобцеподібних птахів родини воловоочкових (Troglodytidae). Мешкає в Панамі і Колумбії.

## Опис
Довжина птаха становить 18,5 см, вага 27,5-39 г. Голова, шия і нижня частина тіла білі, решта тіла тьмяно-чорнувато-коричнева, стегна і гузка сірувато-коричнева. Махові пера тьмяно-чорнувато-коричневі, хвіст чорнувато-оричневий, поцяткований малопомітними чорними смужками. Очі червонувато-карі, дзьоб зверху темно-коричневий або сірувато-коричневий, знизу блідо-роговий, лапи сірі. Виду не притаманний статевий диморфізм. У молодих птахів тмя поцятковане сіро-коричневими смугами, плечі поцятковані охристими плямками, обличчя і нижня частина тіла охристі, живіт блідо-коричневий, очі сірі. Представники підвиду C. a. harterti вирізняються більш темною верхньою частиною тіла.

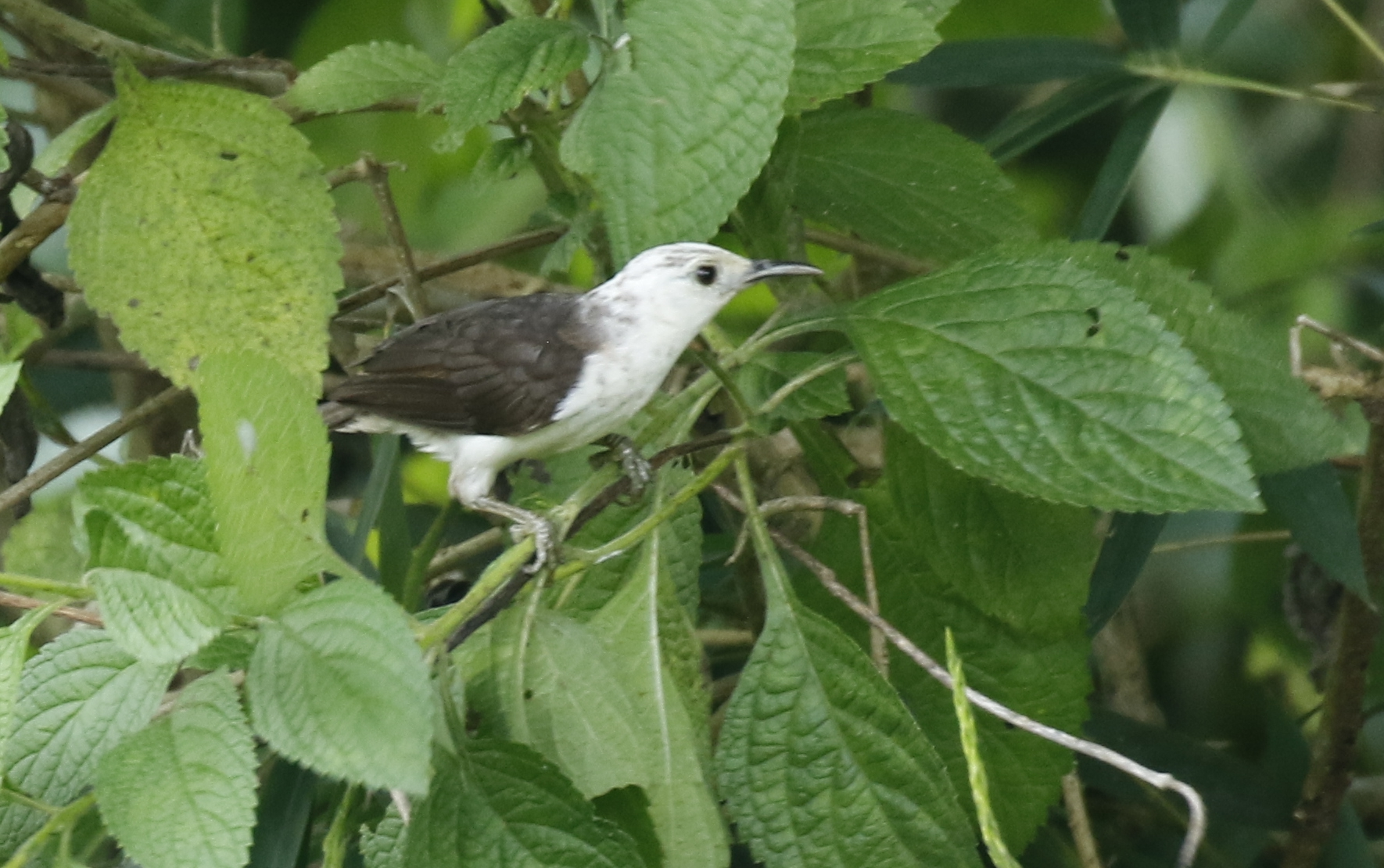
Білоголовий різжак

## Підвиди
Виділяють два підвиди:
- C. a. albobrunneus (Lawrence, 1862) — вологі рівнини в центрі і на сході Панами (від Зони каналу на схід до заходу провінції Дар'єн);
- C. a. harterti (Berlepsch, 1907) — крайній схід Панами (Дар'єн) і західна Колумбія (на південь до Вальє-дель-Кауки, місцями до Нариньйо).

## Поширення і екологія
Білоголові різжаки живуть у вологих тропічних лісах з великою кількістю епіфітів, як в незайманих, так і в порушених. Зустрічаються невеликими сімейними зграйками, на висоті до 1500 м над рівнем моря. Живляться жуками, кониками, мурахами та іншими комахами, яких шукають в середньому і верхньому ярусах лісу. Гніздо кулеподібне з бічним входом, розміщується на невисокому дереві, серед епіфітів.